# Belcentrale
Belcentrale was een Nederlandse aanbieder voor telefoniecommunicatie- en ICT-diensten, gevestigd was in Rotterdam.

## Geschiedenis
Belcentrale werd in 2006 opgericht door de eigenaren en oprichters van het hostingbedrijf Protagonist. In juli 2018 nam het bedrijf de Nederlandse VoIP-carrier Radik over.
In 2018 was er een conflict met zakenpartner KPN. Belcentrale spande een kort geding aan omdat KPN-medewerkers tegenover hun klanten zich negatief uitlieten over Belcentrale, waardoor het bedrijf klanten misliep. Ook tegen de Consumentenbond werd een rechtszaak aangespannen wegens een kritische publicatie over de werkwijze van Belcentrale. Volgens de Consumentenbond en televisieprogramma Radar deden medewerkers van Belcentrale zich voor als KPN-medewerkers en kregen klanten onduidelijke contracten opgedrongen. Beide rechtszaken werden door Belcentrale verloren.
Ondanks de onderlinge problemen kwam er een hernieuwde samenwerking met KPN tot stand, waarbij men gebruikmaakte van de KPN-infrastructuur.
In november 2020 werd Belcentrale met behulp van investeringsmaatschappij Nedvest overgenomen door het Rotterdamse bedrijf Techone, dat het vanaf december 2020 voortzette onder de merknaam Digihero.

## Bedrijfsactiviteiten
- Telefonie: in samenwerking met 4PSA met het platform Voipnow. Vanaf 2012 leverde Belcentrale PSTN- en ISDN-aansluitingen over het netwerk van KPN.[9]
- Beveiliging: via het dochterbedrijf Belcentrale Security Systems, dat in 2019 verder ging onder de naam Rosecure.[10]
- Internet: via de internetserviceprovider UNET werden landelijke xDSL- en glasvezelverbindingen geleverd.[11][12][13]
- ICT-dienstverlening: twee dochterondernemingen van Belcentrale leverden cloud- en beveiligingsdiensten.[14]